# Bunched Birth
『Bunched Birth』（バンチド バース）は日本のロックバンド、THE YELLOW MONKEYのインディーズアルバム。
バンドが拠点にしていた渋谷のライブハウス「La.mama」（ラ・ママ）のインディーズ・レーベルENGINEより1991年7月21日にリリースされた。また、1996年12月21日にENGINEより再発盤がリリース。さらに、2013年12月4日にはニューヨークのスタジオ「スターリング・サウンド」のエンジニア・テッド・ジェンセンによるリマスター盤Blu-spec CD2にて再発売された（発売元: 株式会社BAJ、販売元: ユニバーサル ミュージック）。

## 解説
- 自主レーベルで作られた自身初の作品。これを記念し、全国13ヶ所を回るCD発売記念ツアーを実施した[3]。このツアーで「Romantist Taste」ライブ・バージョンのオリジナルCDが無料配布された[4]。この無料配布8センチCDは、「Romantist Taste」収録のピンク盤のほか、コバルトブルー盤もある[* 2]。
- 吉井もお気に入りの作品であり、新譜がリリースされる度に今作と聴き比べ、最終的に一番聴いたアルバムは6thアルバム『SICKS』かこの『Bunched Birth』だと語っている。また、このCDの楽曲をクリアな万華鏡みたいな音と例えており、この音をこのCD以外で作れていないとも語っている[5]。
- ジャケットのイラストは、吉井の知人でもあった漫画家の寺田亨による描き下ろし。吉井曰く「当時アンダーグラウンドを『地下』というキーワードで用いることが多かったから、ジャケットは地下の見世物小屋みたいなものをイメージした。同時にバブル時代へのアンチテーゼでもあり、ダーク感を前面に出したかった」[6]。
- 初回生産盤は歌詞カードに誤植がある[7]。後に廃盤となり、オークションでも高額で取引が行われていたが、96年に再発盤がリリースされた。当時の売り上げは1000枚で、再発盤は10万枚以上の売り上げを記録した[8]。

## 制作背景
- 本アルバムのリリース前に2曲入りのデモテープを作成している。そのうちの1曲は本アルバム収録楽曲である『WELCOME TO MY DOGHOUSE』であり、もう1曲は『PENITENT』という曲でドラムの菊地曰く「ものすごく暗い曲」[9]。吉井は「デモテープが想像以上にいい出来で、”これは今までの日本にはないだろう"という自負があった」と語っている[9]。のちに『PENITENT』は30th Anniversary DOME TOUR にてデモ音源が流れ、30th Anniversary DOME & ARENA TOUR -BUDOKAN SPECIAL-にてメジャーデビュー後初披露された。
- 当時は吉井にレコーディングの経験やノウハウが一切なかったものの、吉井がメンバー3人に楽曲のイメージを伝えると、そのリクエスト通りに演奏をしてくれたという。吉井は「そこから作品を作ることが楽しくなり、そんな中でCDを出す話をもらったので、その気分のまま曲を集中的に作ることができた」と語っている[9]。
- タイトルの『Bunched Birth』は集中出産という意味の造語。由来は、前述の通り集中的に楽曲を作ったことから[9]。吉井は「『Bunched Birth』（集中出産）というタイトルは、本作品のみならず、この時期に生み出した楽曲全てに言えるものである」と語っている[9]。
- この時期に生み出した楽曲の中には、メジャーデビュー後のアルバムに収録された楽曲が多数存在する。1stアルバム『THE NIGHT SNAILS AND PLASTIC BOOGIE』収録曲の『Neurotic Celebration』『This Is For You』『真珠色の革命時代 (Pearl Light Of Revolution)』『Romantist Taste』、2ndアルバム『EXPERIENCE MOVIE』収録曲の『SUCK OF LIFE』、4thアルバム『smile』収録曲の『嘆くなり我が夜のFantasy』が該当する[9]。吉井は「メジャーデビュー後のために収録を我慢した」と語っている[9]。

## 収録曲
| 全作詞・作曲: 吉井和哉、全編曲: THE YELLOW MONKEY。 |                                                                                 |          |            |      |
| #                                                   | タイトル                                                                        | 作詞     | 作曲・編曲 | 時間 |
| 1.                                                  | 「BUNCHED BIRTH」                                                               | 吉井和哉 | 吉井和哉   | 2:14 |
| 2.                                                  | 「WELCOME TO MY DOGHOUSE」                                                      | 吉井和哉 | 吉井和哉   | 4:20 |
| 3.                                                  | 「FAIRY LAND」(フェアリー ランド 電気じかけのナルシス)                          | 吉井和哉 | 吉井和哉   | 3:33 |
| 4.                                                  | 「LOVERS ON BACKSTREET」                                                        | 吉井和哉 | 吉井和哉   | 5:58 |
| 5.                                                  | 「HANG ONTO YOURSELF」                                                          | 吉井和哉 | 吉井和哉   | 5:42 |
| 6.                                                  | 「SLEEPLESS IMAGINATION」                                                       | 吉井和哉 | 吉井和哉   | 4:36 |
| 7.                                                  | 「TEARS OF CHAMELEON (Mr. PAPER MOON)」(カメレオンの涙 ミスター ペーパームーン) | 吉井和哉 | 吉井和哉   | 3:44 |
| 合計時間:                                           | 合計時間:                                                                       | 30:07    |            |      |

### 楽曲解説
1. 「BUNCHED BIRTH」
インスト曲。英語の台詞が入っている。
2. 「WELCOME TO MY DOGHOUSE」
デビューから解散までライブの定番曲であり続け、活動休止前の「メカラ ウロコ・8」のラストを飾った曲でもある。『SO ALIVE』にはシークレット・トラックとしてライブバージョンが収録されている。『THIS IS FOR YOU〜THE YELLOW MONKEY TRIBUTE ALBUM』ではScoobie Do がカバーした。2013年に行われたファン投票で12位を獲得し、『イエモン-FAN'S BEST SELECTION-』にリミックスバージョンで収録された。
3. 「FAIRY LAND」
「in out」（イン・アウト）[10] とは、スタンリー・キューブリックの映画（1971年）およびアンソニー・バージェスの原作小説『時計じかけのオレンジ』（1962年）においては人工言語（ナッドサット言葉）で「性行為」を意味する。吉井和哉に特に大きな影響をおよぼしたロックスターのデヴィッド・ボウイは1970年代にキューブリック『時計じかけのオレンジ』や『2001年宇宙の旅』（1968年）をモデルにして作り上げた「ジギー・スターダスト」というキャラクターになり音楽活動をし「ジギー・スターダスト・ツアー」（Ziggy Stardust Tour 1972年–1973年）においてキューブリック『時計じかけのオレンジ』からベートーヴェン「歓喜の歌」（ウォルター・カーロス・ヴァージョン）をツアーのオープニング曲に使用することがあった[11]（「歓喜の歌」はまた「欧州の讃歌」[12] であり1972年に欧州評議会からその旨が公式発表された）。
4. 「LOVERS ON BACKSTREET」
吉井がTHE YELLOW MONKEYで初めて作った曲である[5]。吉井曰く「家族をなくした売春婦の歌」[13]。前ボーカルがメンバーの際は曲調、歌詞共に全く異なるものであったが、吉井がボーカルに転向したことにより新たに作り直された[5]。Fメロまであり、メンバーは「曲が複雑すぎて覚えられない」と嘆いたという[5]。4thシングル『熱帯夜』のカップリングには再レコーディングされたバージョンが収録された。『TRIAD YEARS actII〜THE VERY BEST OF THE YELLOW MONKEY』、『MOTHER OF ALL THE BEST』に収録されたのはいずれも再レコーディングバージョンであるため、原曲はこのアルバムでしか聴けない。
5. 「HANG ONTO YOURSELF」
エンディングのギターは吉井が弾いている。
6. 「SLEEPLESS IMAGINATION」
ギターの菊地とベースの廣瀬は、インディーズ時代における観客動員数の増加要因として、共に本楽曲をグラムロックイベントにて初披露したことがきっかけであると語っている[14]。
7. 「TEARS OF CHAMELEON (Mr. PAPER MOON)」

## クレジット
THE YELLOW MONKEY
- 吉井和哉：Lead Vocal, 6 & 12 Strings Guitar, Electric Guitar (1.2.4.5.7), Percussions, Background Vocal

- 菊地英昭：Electric Guitar, 12 Strings Guitar, Background Vocal

- 廣瀬洋一：Bass Guitar, Background Vocal

- 菊地英二：Drums, Background Vocal

Guest Players
- 岩室晶子(TYRANNOSAURUS)：Piano, Mini Moog, Synthesizer, Strings
- 藤田忍(TYRANNOSAURUS)：Female Chorus